# Sortance
La sortance est une mesure de la capacité d'une porte logique à servir de source à d'autre portes logiques (de même technologie). En effet dans la plupart des circuits électroniques, les portes logiques sont connectées ensemble pour former un circuit complexe. Or la technologie utilisée pour la réalisation d'une porte logique limite forcément le nombre d'entrées d'autres portes logiques que l'on peut connecter sur la sortie de cette porte, tout en gardant les niveaux de tension dans les plages admissibles, afin de garantir un fonctionnement correct.
Traditionnellement, on définit la sortance {\displaystyle \Sigma } comme :
{\displaystyle \Sigma ={\frac {I_{\text{out}}}{I_{\text{in}}}}}
où {\displaystyle I_{\text{out}}} est le courant que peut fournir ou absorber la porte, {\displaystyle I_{\text{in}}} le courant absorbé ou fourni par une entrée.
Toutes les technologies n'ont pas les mêmes limites. Par exemple l'ancienne technologie TTL est caractérisée par une sortance de 2 à 10.
Calculer la sortance d'un circuit en technologie CMOS est plus délicat, car le courant nécessaire à une entrée est quasiment nul. On trouve donc des chiffres élevés pour la sortance, allant jusqu'à quelques centaines. Il faut toutefois tenir compte d'un autre facteur : en effet, chaque entrée présente une certaine capacité. Lors des changements de niveau, les capacités des différentes entrées doivent être chargées ou déchargées par le courant de sortie de la porte qui les pilote. Lorsqu'on relie trop d'entrées à une même sortie, on ralentit donc le fonctionnement du système. Pour éviter cela, il est recommandé de ne pas relier à une sortie plus d'une dizaine d'entrées.